# 錫杖岳
錫杖岳（しゃくじょうだけ）は、岐阜県にある飛騨山脈にある標高2,168mの山。
槍ヶ岳と双六岳を結ぶ主稜線上の樅沢岳から南西方向に笠ヶ岳に続く稜線の延長上にある。
僧侶が持つ錫杖の頭の部分が山体に似ていることから名付けられた。1690年（元禄3年）に円空上人が登頂した記録があり、これが初登頂だと考えられる。
一般向けの登山道はないが、東側のエボシ岩などは、ロッククライミングの対象となっている。エボシ岩の初登攀は1927年（昭和2年）である。
1934年（昭和9年）12月4日に、山域が中部山岳国立公園の特別区域に指定された。

## 地理
石英斑岩と玢岩（ひんがん）で構成される山である。

### 周辺の山
飛騨山脈（北アルプス）の笠ヶ岳から南に延びる稜線上にあり、南に大木場ノ辻のピークがある。
| 山容 | 名称       | 標高 （m） | 三角点 | 錫杖岳との 距離（km） | 備考                      |
| ---- | ---------- | ---------- | ------ | --------------------- | ------------------------- |
|      | 穂高岳     | 3,190      |        | 9.1                   | 日本百名山                |
|      | 笠ヶ岳     | 2,897.47   | 二等   | 3.8                   | 日本百名山                |
|      | 錫杖岳     | 2,168      |        | 0                     | エボシ岩                  |
|      | 大木場ノ辻 | 2,232.43   | 二等   | 1.1                   |                           |
|      | 焼岳       | 2,455.37   | 二等   | 7.1                   | 南峰・立入禁止 日本百名山 |
|      | 乗鞍岳     | 3,025.64   | 一等   | 19.5                  | 日本百名山                |

### 源流の河川
源流となる河川は高原川水系で日本海へ流れる。
- クリヤ谷（蒲田川の支流）
- 笠谷（高原川の支流）